# Люпин жовтий
Люпин жовтий (Lupinus luteus) — вид квіткових рослин родини бобові (Fabaceae). Це кормова культура. Отримав широке поширення в сільськогосподарському виробництві різних країн. Він краще за інших видів росте на піщаних і супіщаних ґрунтах, а також має високу азотфіксуючу здатність. Крім того, люпин жовтий — один з небагатьох бобових рослин, здатних успішно розвиватися і фіксувати азот на кислих ґрунтах.

## Опис
Однорічні трав'янисті рослини близько 60 (80) см заввишки. Стебла прямостоячі, товсті, борознисті, покриті розсіяними, м'якими, тонкими волосками. Листя пальчасте, на довгих черешках. Листочки в числі 7-11 штук, зазвичай 8-9 штук, до 6 см довжини, вузькі, подовгасті, коротко загострені, з довгою, вузькою, витягнутою основою, біло волосисті. Суцвіття 15-30 см завдовжки, верхівкове, багатоквіткове, густе, колосоподібне, прямостояче. Квітки з сильним приємним ароматом, кільчасті, на дуже коротких квітконіжках, яскраві, світло жовті. Віночок 1,3 см довжини, метеликовий. Цвіте в червні-липні.

## Поширення
У дикому вигляді поширений в прибережній зоні західній частині Піренейського п-ва, Марокко, Тунісі, Алжирі, на островах Корсика, Сардинія, Сицилія, у Південній Італії. В Ізраїлі і Лівані швидше за все здичавів. Здавна обробляється в Північній Європі, Білорусі та Україні, в меншому масштабі в Західній Австралії та Південній Африці. У Південній Франції і на о-ві Мадейра зустрічається як здичавілий.